# Saab 29 Tunnan
Saab J 29, denumit uneori și Tunnan (în română butoiul), a fost un avion de vânătoare suedez proiectat și fabricat de firma Saab în anii 1950. A fost al doilea avion suedez dotat cu turboreactor, primul fiind Saab 21R. În ciuda aspectului său rotofei, Saab 29 a fost un avion rapid și agil, fiind folosit cu succes ca avion de vânătoare și de atac la sol până în anii 1970.